# بیلی باب تورنتون
بیلی باب تورنتون (به انگلیسی: Billy Bob Thornton) (زاده ۴ اوت ۱۹۵۵) هنرپیشه آمریکایی است.
او با بازی‌های شگفت انگیزش در فیلم‌های بسیاری مورد تحسین منتقدان و مردم واقع شده‌است. از کارهای معروف او می‌توان به فیلم چشم عقاب و سریال‌های فارگو و جالوت اشاره کرد.
بیلی باب تورنتون در هفتاد و چهارمین مراسم گلدن گلوب (۲۰۱۶) برای بازی در سریال جالوت جایزهٔ بهترین بازیگر مرد در مجموعه تلویزیونی درام را از آنِ خود کرد. سال قبل نیز او همین جایزه را برای سریال فارگو دریافت کرد. او جایزه اسکار بهترین فیلنامه اقتباسی را برای فیلم تیغه فلاخن به دست آورد.

## فیلم‌شناسی
- به دریا رفتن (۱۹۸۹)
- برای پسران (۱۹۹۱)
- پیشنهاد بی‌شرمانه (۱۹۹۳)
- مشکل محدودیت (۱۹۹۳)
- سنگ گور (۱۹۹۳)
- روی زمین مرگبار (۱۹۹۴)
- تقلا (۱۹۹۴)
- مرد مرده (۱۹۹۵)
- ستاره‌ها روی هنریتا می‌افتند (۱۹۹۵)
- برنده (۱۹۹۶)
- تیغه فلاخن (۱۹۹۶)
- دور برگردان (۱۹۹۷)
- حواری (۱۹۹۷)
- آرماگدون (۱۹۹۸)
- یک نقشه ساده (۱۹۹۸)
- رنگ‌های اصلی (۱۹۹۸)
- چپاندن قوطی‌حلبی (۱۹۹۹)
- جنوب بهشت، غرب جهنم (۲۰۰۰)
- مردی که آنجا نبود (۲۰۰۱)
- مهمانی هیولا (۲۰۰۱)
- راهزنان (۲۰۰۱)
- بیدار شدن در رنو (۲۰۰۲)
- نشان (۲۰۰۲)
- سانتای بد (۲۰۰۳)
- سنگدلی تحمل‌ناپذیر (۲۰۰۳)
- در واقع عشق (۲۰۰۳)
- سبک‌سری (۲۰۰۳)
- آلامو (۲۰۰۴)
- چراغ‌های جمعه‌شب (۲۰۰۴)
- خرس‌های بدخبر (۲۰۰۵)
- محصول یخی (۲۰۰۵)
- فضانورد کشاورز (۲۰۰۶)
- آقای وودکاک (۲۰۰۷)
- چشم عقاب (۲۰۰۸)
- خبرچینان (۲۰۰۸)
- سریع‌تر (۲۰۱۰)
- گربهٔ چکمه‌پوش (۲۰۱۱)
- قانون شکنان بیتاون (۲۰۱۲)
- ماشین جین منسفیلد (۲۰۱۲)
- پارکلند (۲۰۱۳)
- قاضی (۲۰۱۴)
- کاتبنک (۲۰۱۴)
- خرس خاکستری (۲۰۱۵)
- بحران برند ماست (۲۰۱۵)
- دارودسته (۲۰۱۵)
- ویسکی تانگو فاکسترات (۲۰۱۶)
- قاتل شکارچی (۲۰۱۷)
- کشتزارهای لندن (۲۰۱۸)